# Ковач, Золтан (шахматист)
Золтан Ковач (венг. Kovács Zoltán; род. 21 февраля 1930) — австрийский и венгерский шахматист, индивидуальный медалист шахматной олимпиады (1954).

## Биография
В составе сборной Австрии участвовал в шахматной олимпиаде 1954 и завоевал индивидуальную бронзовую медаль на первой запасной доске.
В 1960 году в Сан-Франциско победил на международном шахматном турнире «California Open» и чемпионате по шахматам штата Калифорния.
С 2000 года в шахматных турнирах участвовал редко.